# 美少女遊撃隊バトルスキッパー
『美少女遊撃隊バトルスキッパー』（びしょうじょゆうげきたいバトルスキッパー）は、1995年8月23日に発売されたOVA作品。全3話。

## 概要
トミーが1993年頃に発売した有線コントロール対戦格闘型玩具バトルスキッパーを元にしたオリジナルアニメビデオ。
企画・製作当時は『美少女戦士セーラームーン』が本来のターゲットはもとより「大きいお友達」にも大好評だった。そこに着目したアートミックが、既存の玩具のデザインを生かしつつ、時の流行を組み込んだ美少女メカアクションものとして企画した。玩具設定とは異なる全くオリジナルの設定となっている。

## ストーリー
時は科学の発達した近未来、BSが実用化し自動車並に社会に浸透している時代。ネオTOKYOの夜を騒がす悪を懲らしめては華麗に去ってゆく「エクスターズ」と名乗る謎のBSの姿があった。

## 登場人物
綾小路玲香
声 - 井上喜久子
本作の主人公で、聖イグナチオ女学院3年。15歳。礼法部部長にしておしとやかな美人。テスタロードに乗るエクスターズの隊長でもある。マクハリの分家であるBSメーカー浦安重工のお嬢様で、祖父の浦安会長よりBSを預かる。ヨーヨーを武器にする。
少々おっとりしており、天然ボケの傾向が強いものの、偶然礼法部の秘密を知った沙織と志穂子のエクスターズ参加をあっさり認めるなど、ある意味では懐が広いとも取れる大らかな性格の持ち主。怒ると怖い。戦闘時をはじめとして締めるべきところはきっちり締める、凛然とした面を見せる事も。その器の大きさと優しさ、そして強さが玲香の魅力であり、1年生トリオはもとより里絵にも慕われている部分といえる。
渋沢里絵
声 - 新山志保
聖イグナチオ女学院5年。礼法部副部長にして体力自慢の姉御肌。エクスターズのスカイキャッツに乗る。ブーメランを武器にする。
エクスターズの活動は厳粛なものとして当初は沙織や志穂子のエクスターズ参加に渋い顔をしたが、リーダーである玲香の決定に従って容認。以後は鬼軍曹的ポジションで1年生トリオを厳しく指導する。基本的には体力こそ全ての基本という考えの、至って単純な性格。CDドラマでは学園祭の出し物に格闘技大会を提案するが、反対意見多数で却下された（ちなみに昨年度も同じ提案をして、玲香にやんわりと却下されたらしい）。大阪・梅田の出身らしい。
立花沙織
声 - 西村ちなみ
志穂子の親友で元気な少女。聖イグナチオ女学院新入生1年5組で礼法部に入部。エクスターズのメガダイバーに乗る。
勉強はそこそこでオシャレや異性に興味津々という、今どきの少女の典型例。そういった点ではメンバー中一番付け入りやすいともいえ、第2話ではエクスターズの秘密を探る藤堂に利用されてしまった。
その髪型ゆえ、変身や名乗りといったキメのシーンがセーラームーンに似ているといわれている。
榊志穂子
声 - 宮村優子
運動音痴で呑気。聖イグナチオ女学院新入生1年5組。玲香と理絵にあこがれて礼法部に入部。エクスターズのナイトウォーカーに乗る。ピコピコハンマーを武器にする。
見た目は愛らしいが、学業はまるで芳しくなく、色気よりも食い気優先で、その立ち位置は完全なギャグキャラ。その明るさでチームのムードメーカー的役割を担っている。CDドラマでは事実上の主役となった。
江崎佳奈未
声 - 白鳥由里
女子中学の隠れた大器と言われたほどの文武共に優秀な眼鏡少女。聖イグナチオ女学院新入生1年5組で礼法部に入部。エクスターズのナイトウォーカーに乗る。父親は超伝導デバイス及び制御ボックスの権威。
礼法部が影の活動を行っている事を入学前から察していて、敬愛する玲香の役に立ちたいと礼法部に入部。部の秘密を探った末に部室地下の秘密基地に辿り着いた。この際、「面白そう」という理由で沙織と志穂子も佳奈未と行動を共にしていた。前述の通り勉強もスポーツもこなす天才肌で、1年生トリオで唯一里絵が最初からその実力を認めている存在。だが驕りや慢心は一切見られない穏やかな性格で、沙織や志穂子とは会って直ぐに親友となった。エクスターズでは参謀的なポジション。
北大路紗綾花
声 - 折笠愛
聖イグナチオ女学院に君臨する華麗部の部長にしてマクハリ重工の御令嬢。マクハリ重工の経済力によって世界のトップに立とうと企む。
藤堂
声 - 森川智之
北大路沙綾花の命令で、マクハリ重工製のBSで美青年で構成されるBS隊を率いてエクスターズと戦う。エクスターズの正体を探るためブラザーギルバートと名乗って非常勤講師として立花沙織に接近する。
その端麗な容姿と自信に満ち溢れた行動・言動から、エクスターズの活躍を阻む美形のライバルキャラ的ポジションにいるかと思われたが、その実態はドが付くほどのマゾヒスト。ご主人様たる綾花なしでは生きられない根っからの飼い犬体質である。
聖イグナチオ女学院四天王
声 - 川崎恵理子、嶋村薫、藤野かほる、伊藤紀子
聖イグナチオ女学院の格闘技トップ4。各格闘技サークルの主将をしているが、実体は沙綾花の影の親衛隊。佳奈美達の行く手を阻む。

## 登場メカ
BSX-1 テスタロード
綾小路玲香の乗る高速走行用バトルスキッパー。防衛庁の依頼で浦安重工のプロジェクトチームが研究開発した次期主力戦闘車両スーパーMRV。ただしあまりにも高性能のため公表されなかった。新開発された複合素材により高機動を可能とし、高性能のバイオコンピュータAIESにより独自に行動もできる。
スペック
オプションパーツ2基装備　重量：約2t　エンジン：ターボファンジェットエンジン、高機動有機モーター併用
最大出力：2500馬力、複合素材：コンポジッドスペースアーマード　製造：浦安重工
装備：ビームサーベル、ロケットランチャー
必殺技：フラクタルクロッシングアタック
BSX-2 スカイキャッツ
渋沢理絵の乗る高速飛行型バトルスキッパー。飛行形態に変形可能。
スペック
オプションパーツ2基装備、重量：約2t　エンジン：ターボファンジェットエンジン、高機動有機モーター併用
最大出力：2500馬力、複合素材：コンポジッドスペースアーマード　製造：浦安重工
最大地上速度：450km/h　飛行モード最大速度：マッハ1.2
装備：ビームサーベル、ロケットランチャー、無反動砲（ハイブリッド弾装備）
必殺技：フラクタルクロッシングアタック
BSX-3 メガダイバー
立花沙織の乗る水中攻撃型バトルスキッパー。AIESオート戦闘モードで「テコンドー」「八極拳」「ムエタイ」「グレイシー柔術」のアビリティを選択できる。
スペック
オプションパーツ2基装備、重量：約2t　エンジン：ターボファンジェットエンジン、高機動有機モーター併用
最大出力：2500馬力、複合素材：コンポジッドスペースアーマード　製造：浦安重工
潜水モード最大速度：200km/h
装備：無反動砲（ハイブリッド弾装備）
BSX-4 ナイトウォーカー
江崎佳奈美の乗る索敵作戦指揮用バトルスキッパー。脚部に無重力ホバーを装備。
スペック
オプションパーツ2基装備、重量：約2t　エンジン：ターボファンジェットエンジン、高機動有機モーター併用
最大出力：2500馬力、複合素材：コンポジッドスペースアーマード　製造：浦安重工
BSX-5 グランバスター
榊志穂子の乗る軍用兵器バトルスキッパー。一番多くの武装を搭載。ドラマCDでは、本機搭載のAIESが学園祭の出し物を考え付かない志穂子のため、政府のコンピュータをハッキングしてあるイベントの企画書を盗み出した事が騒動のきっかけとなる。
スペック
オプションパーツ2基装備、重量：約2t　エンジン：ターボファンジェットエンジン、高機動有機モーター併用
最大出力：2500馬力、複合素材：コンポジッドスペースアーマード　製造：浦安重工
装備：ミサイルランチャー、バルカン砲
デスヘッド
軍とマクハリ重工が共同で開発した軍事用のBSプロトタイプ、AIESを搭載した完全自動の破壊兵器。次期主力BSとして大量受注が決定している。ただしAIESが完璧でないために完全自動化できず、コントロールルームで指示を与えている。X1・X2・X3の3体のコンビネーションによって攻撃する。
ジョセフィンローズ
エクスターズが秘密基地に使う浦安重工製の巨大移動要塞。礼法部地下の基地サブベースの下に建造された薔薇の形をしたホームベース。BSを収納する事ができ、いざという場合は水中及び空中を移動する事もできる。花びらの部分が回転する事により敵の攻撃を無効化する事ができる。
飛行要塞
北大路沙綾花の使うマクハリ重工製の最重要国家機密の巨大飛行要塞。本来は核戦争によってTOKYOが破壊された場合に首都機能の中枢を一時的に移植するために建造されたものである。
ポリス・ガルメット
警察仕様のBS。ガルメットはエスクターズのBS同様元から商品ラインナップに存在していたものだが、その外見（塗装とマーキング）を白黒ツートン＆「POLICE」ロゴ入りにして、パトランプなどを追加したアニメ独自のマイナーチェンジ・デザインで登場した。

## 用語
バトルスキッパー
略称BS。戦闘用RV（ロボットビークル）の呼称。軍事用の他、ポリスBS等様々な機種がある。
エクスターズ
聖イグナチオ女学院礼法部の部員で構成される秘密の美少女遊撃隊。浦安重工製の改造BSに乗り悪人を懲らしめる。搭乗時のインナースーツと機外活動時の2段階変身するコスチュームを装着する。エクスターズ専用BSは通常より格段の運動性能を誇るAIES搭載のスーパーMRVである。
なお、名乗りセリフは、「きらめく瞳に真紅の陽炎」「ときめくハートに」「マズルフラッシュ」「気分に任せて電光石火」「世間にあだなす悪をうつ」「進出鬼没」「（美少女遊撃隊）エクスターズ」「見参!」
AIES（アーティフィシャル・インテリジェント・エキスパート・システム）
コクピット中央に格納されているブラックボックスで、あらゆる仮想戦闘データが叩き込まれていて、自ら学び自ら考える超高機能バイオコンピュータ。BSが勝手に戦闘プログラムを作成し戦争を演出できる可能性を持ち、一歩間違えれば人類の敵になりかねない。製作者の趣味で関西弁で喋る。

## スタッフ
- 原作 - TOMY
- エクゼクティブ・プロデューサー - 富山幹太郎、樋口和光
- 企画 - 鈴木敏充、鴻巣崇
- スーパーバイザー - 立石良雄
- プロデューサー - 福島宏之、森正、田島豊（第3話）
- 監督 - 渡部高志
- 脚本 - 鎌田秀美
- キャラクターデザイン - 小林多加志
- メカデザイン - 山根公利
- 美術監督 - 加藤浩（第1話、第3話）、佐藤勝（第2話）
- 撮影監督 - 安津畑隆（第1話、第2話）、鳥越一志（第3話）
- 音楽 - 見良津健雄
- 音楽プロデューサー - 永田守弘
- 音響監督 - 三間雅文
- 制作協力 - 東京キッズ
- 制作 - ARTMIC
- 製作 - TOMY、ビクターエンタテインメント

## 主題歌
エンディングテーマ
「REAL DREAM」（第1話）
作詞・作曲・歌 - 安井弥麗（みれい） / 編曲 - 見良津健雄
「GAME OVER」（第2話）
作詞・作曲・歌 - 安井弥麗 / 編曲 - 見良津健雄
「悲しい天使になっちゃうね」（第3話）
作詞 - MacKanako / 作曲・編曲 / 見良津健雄 / 歌 - EXSTARS II（井上喜久子、新山志保）
挿入歌「イヤリングをはずすとき」（第2話）
作詞 - MacKanako / 作曲・編曲 - 見良津健雄 / 歌 - EXSTARS III（白鳥由里、西村ちなみ、宮村優子）
- CDはビクターエンタテインメントより発売。
  - オリジナル・サウンドトラック （1995年9月21日発売）VICL-684
  - スペシャル・ドラマ「史上最大の学院祭! 気分はマズルフラッシュ」（1995年11月22日発売）VICL-8151

## 各話リスト
| 話数  | サブタイトル               | 絵コンテ | 演出     | 作画監督   | 発売日         |
| ----- | -------------------------- | -------- | -------- | ---------- | -------------- |
| 第1話 | 気分は電光石火!            | 渡部高志 | 佐藤育郎 | 小林多加志 | 1995年8月23日  |
| 第2話 | 今夜はハートエイク!!       | 渡部高志 | 佐藤育郎 | 佐々木敏子 | 1995年10月21日 |
| 第3話 | 超過激にワンナイトショー!! | 福島宏之 | 清水明   | 小林多加志 | 1995年12月16日 |

## コミック版
本作品と平行して、松原あきらによるコミック版が「月刊電撃コミックガオ!」に掲載されていた。未単行本化。